# Malá Čermná (Čermná nad Orlicí)
Malá Čermná (německy Klein Tscherma) je část obce Čermná nad Orlicí v okrese Rychnov nad Kněžnou. Nachází se na jihovýchodě Čermné nad Orlicí. V roce 2009 zde bylo evidováno 216 adres. V roce 2001 zde trvale žilo 625 obyvatel.
Malá Čermná leží v katastrálním území Malá Čermná nad Orlicí o rozloze 1,98 km2. V katastrálním území Malá Čermná nad Orlicí leží i Korunka.